# Marius Yo
Marius Julius Seiryū Schmich Yo (マリウス・ユリウス・成龍・シュミッヒ・葉 Mariusu Yuriusu Seiryū Shumihhi Yo?,  Heidelberg, Alemania, 30 de marzo de 2000), mejor conocido bajo su nombre artístico de Marius Yo (マリウス 葉 Yo Mariusu?), es un cantante y actor japonés.  

## Biografía
Yo nació el 30 de marzo de 2000 en la ciudad de Heidelberg, Alemania, hijo de padre alemán y madre japonesa-china. Su madre, Akira Yo, es una ex-actriz del Takarazuka Revue. Tiene dos hermanos mayores, Marilena y Max.
En enero de 2011, un poco antes de su undécimo cumpleaños, Yo se unió a la agencia de talentos Johnny & Associates. En noviembre de ese mismo año, debutó junto con Kento Nakajima, Fuma Kikuchi, Shōri Satō y Sō Matsushima como miembro del grupo idol, Sexy Zone. Con apenas once años de edad, Yo fue el artista más joven de Johnny & Associates en debutar. Yo originalmente vivía en Alemania y visitaba Japón ocasionalmente, pero se mudó junto a su familia al país nipón tres meses antes del anuncio de la formación de Sexy Zone para completar sus actividades de entretenimiento. En 2013, debutó como actor en la serie Kodomo Keisatsu.
El 5 de mayo de 2014, durante el Sexy Zone Spring Tour Sexy Second Concert en el Yokohama Arena, se anunció que las unidades hermanas de Sexy Zone, Sexy Boyz y Sexy Show, se unirían temporalmente, con Yo y Matsushima como los respectivos líderes. Los otros dos miembros de Sexy Boyz son Yuta Jinguji y Genki Iwahashi, mientras que Sexy Show está compuesto por Kaitō Matsukura y Genta Matsuda. Yo continúo trabajando como miembro de Sexy Zone y Sexy Boyz. Tras el lanzamiento del sencillo Colorful Eyes en diciembre de 2015, Yo volvió a formar parte de Sexy Zone, disolviendo la unidad Sexy Boyz.
En marzo de 2018, tras graduarse de la escuela secundaria, Yo ingresó a la facultad de artes liberales de la Universidad Sofía de Tokio en abril del mismo año. A finales de 2022 abandonó el mundo del entretenimiento. 

## Filmografía

### Televisión
- Kodomo Keisatsu (TBS, 2012) como Seishiro Hazama
- Kodomo Keishi (TBS, 2013) como Seishiro Hazama (narrado por Mamoru Miyano)
- Akumu-chan Special (NTV, 2014) como Yume no Oji
- Fuller House (Netflix, 2017)

### Películas
- Kodomo Keisatsu (2013, Toho) como Seishiro Hazama
- Akumu-chan the Movie (2014) como Yume no Oji/Shibui Kanji[9]

### Show de variedades
- Johnny's Jr. Land (BS SKY, 2 de octubre de 2011 – 2012)
- Bakusho Gakuen Nasebanaru! (TBS, 9 de octubre de 2012 - 26 de febrero de 2013)

### Conciertos
- Live House Johnny's Ginza 2013 with So Matsushima and Johnny's Jr (Theater Crea Ginza, mayo de 2013)
- Gamushara Sexy Summer festival!! (ガムシャラSexy夏祭り!!) (EX Theater Roppongi, 30 de julio - 10 de agosto de 2014)
- A.B.C-Z's "Summer Concert 2014 A.B.C-Z "Legend" (Yoyogi National First Gymnasium, 14–15 de septiembre de 2014), Special Guest
- Live House Johnny's Ginza 2015 with Johnny's Jr (Theater Crea Ginza, 8–10, 17 de mayo de 2015)
- Gamushara! Summer Station (ガムシャラ！サマーステーション) (EX Theater Roppongi, 23 de julio - 19 de agosto de 2015)
- Johnnys' Summer Paradise 2016 Hey So! Hey Yo! ~summertime memory~ (Tokyo Dome City Hall, 7-9 de agosto de 2016)
- Summer Paradise 2017 So what? Yolo! (Tokyo Dome City Hall, 17-20 de agosto de 2017)

## Discografía

### Canciones en solitario
| Año  | Título                  | Notas |
| ---- | ----------------------- | --- |
| 2015 | Danke Schoen            | 「DREAM BOYS」(2015), presentado en el undécimo sencillo de Sexy Zone, "Shori no hi Made"                                                     |
| 2016 | Welcome to the paradise | 「Johnnys' Summer Paradise 2016 Hey So! Hey Yo! ~summertime memory~」, presentado en el Sexy Zone Best Album "Sexy Zone 5th Anniversary Best" |
| 2017 | Déjà-vu                 | 「Summer Paradise 2017 So what? Yolo!」, presentado en el DVD/Blu-ray "Sexy Zone Presents Sexy Tour 2017 ~STAGE" Special CD                   |
| 2020 | All this time           | 「POP x STEP!?」, presentado en el DVD/Blue-ray "POPSTEP!? TOUR 2020"                                                                         |